# Martin Veerman
Martin Veerman (Volendam, 31 januari 1954 – 29 augustus 2013) was een Nederlands zanger, drummer en songwriter. Hij speelde voor onder meer Coffin, Jen Rog, de 3JS en in het duo Veerman & Schilder.

## Biografie
Veerman groeide op in een muzikale familie. Zijn broer Cees speelde in The Cats en zijn broer Harmen in Left Side. Sinds het begin van de jaren zeventig was hij zelf ook beroepsmuzikant. Hij speelde eerst voor de band Coffin. Samen met bandlid Jaap de Witte, met daarnaast de Progress-leden Theo van Scherpenseel en Peter van Bergen, richtten ze in juni 1972 de countryrockformatie Jen Rog op. In deze band speelde hij tot 1995.
In 1994 maakte hij deel uit van het duo Veerman & Schilder. In dat jaar brachten ze het album De tijd staat even stil uit. Samen schreven ze het de single Jouw stem. Ongeveer twintig jaar na het verschijnen, in 2013, kwam het nog terug in de Volendammer Top 1000, evenals enkele andere nummers die hij (mede) schreef.
Verder speelde hij voor een aantal gelegenheidsbands, zoals X-Ray en Swing Fellas, en maakte hij een tijd deel uit van de 3JS. Ook schreef hij nummers. Dit deed hij al voor Jen Rog, zoals de single Rosalia (1977) en de nummers Follow me (1977) en Nighttime (1980) die op de B-kant van een single verschenen. Verder schreef hij aan twee nummers mee voor het soloalbum Another side of me (1976) van Cees Veerman. Anny Schilder bereikte met zijn compositie Mandola mandoline (1986) de Tipparade en Next One kwam op nummer 49 van de Nationale Hitparade te staan met zijn compositie I love you so.
Rond februari 2010 werd bij Veerman de diagnose ALS vastgesteld. In maart 2013 was hij nog te zien in het televisieprogramma Man bijt hond. Hierin sprak hij zijn laatste wens uit om 's morgens wakker te worden naast een Surinaamse. In de zomer van dat jaar overleed hij aan de gevolgen van zijn ziekte. Postuum verscheen het boek ALS u dit leest ... van auteur Eddy Veerman (geen familie).